# Six (Musical)
Six ist ein britisches Musical, das von Toby Marlow und Lucy Moss geschrieben wurde. Das Musical ist eine moderne Nacherzählung der Leben der sechs Ehefrauen von Heinrich VIII., dargestellt als ein Pop-Konzert. Jede der Frauen präsentiert ihr Leben in einem Lied, um festzustellen, wer am meisten unter Heinrich gelitten hat und demzufolge die Frontfrau der Gruppe sein soll.
Das Musical wurde erstmals von Studenten der Universität Cambridge beim Edinburgh Fringe Festival 2017 vorgestellt. Seitdem gab es professionelle Produktionen im West End und international.

## Handlung
Die Show wird wie ein Popkonzert von den sechs Königinnen mit der Eröffnungsnummer (Ex-Wives) eröffnet, in der sie sich wie bei einer Girlgroup vorstellen und das Publikum beim Konzert willkommen heißen. Sie sprechen zu den Zuschauern und erläutern, dass es einen Wettbewerb geben soll. Diejenige von ihnen, die am meisten unter Heinrich VIII. gelitten hat, soll die Frontfrau der Gruppe werden (Ex-Wives (Reprise)). Sie singen in der Reihenfolge, in der sie mit Heinrich VIII. verheiratet waren. Catherine of Aragon beginnt und erzählt von ihrer Ehe mit Heinrich, deren späteren Annullierung und wie sie fast in ein Kloster gesteckt worden wäre, als Heinrich sich in Anne Boleyn verliebt hat (No Way). Als Aragon sich schon zur Gewinnerin erklären will, erwähnen die anderen Anne (Anne Boleyn (Interlude)). Anne singt daraufhin, wie sie Königin wurde und später hingerichtet wurde (Don't Lose Ur Head). Da sie geköpft wurde, betrachtet Boleyn sich automatisch als Siegerin des Wettbewerbs und setzt zu einem zweiten Lied (Wearing Yellow to a Funeral) an, wird jedoch von den anderen nach wenigen Silben unterbrochen. Daraufhin ist Jane Seymour an der Reihe, die anderen Königinnen machen sich allerdings über sie lustig, dass sie es nicht so hart hatte wie die anderen und schließlich „die einzige sei, die er wirklich geliebt“, wie Seymour selbst gesagt hatte. Jane gibt zu, dass sie Glück gehabt hat und trotz seiner Fehler stets an Heinrichs Seite geblieben ist, da sie ihn wirklich geliebt hat (Heart of Stone).
In einer Art Parodie singen die Königinnen dann mit deutschem Akzent, wie Frauen „verschönert“ werden können, um auf ihren Porträts von Hans Holbein möglichst gut auszusehen (Haus of Holbein). Daraufhin präsentieren sie ähnlich wie bei einer Dating-Website drei Kandidatinnen für Heinrich: Christina von Dänemark, Amalia von Kleve und Anna von Kleve (Anna of Cleves). Als Heinrich (der allerdings nie auftritt) sich für Anna entscheidet, wünschen sie ihnen eine glückliche, lange Ehe (Haus of Holbein (Playoff)). Die Ehe glückt jedoch nicht, da Heinrich Anna ablehnt, woraufhin diese sich ironisch darüber beklagt, dass sie nun im prachtvollen Richmond Palace leben muss. Anna prahlt daraufhin mit ihren Reichtümern und ihrem Leben als alleinstehende Frau, die sich von keinem Mann etwas sagen lassen muss und tun und lassen kann, was sie will (Get Down). Als die anderen Königinnen sie darauf ansprechen, dass ihr Leben überhaupt nicht schwierig war, nimmt sie es gelassen hin, dass sie den Wettbewerb wohl nicht gewinnen wird. Katherine Howard ist als Nächstes an der Reihe. Die anderen Königinnen machen sich zunächst über sie als „am wenigsten relevante Catherine“ lustig, Katherine rächt sich jedoch, indem sie bei jeder einen Fehler findet, warum diese nicht gewinnen können. Dann singt sie über ihr Leben, wie sie stets von Männern missbraucht worden ist und letztlich enthauptet worden ist (All You Wanna Do).
Als sich die Königinnen darüber streiten, wer den Wettbewerb gewinnen soll, schreitet Catherine Parr ein. Sie hinterfragt den Sinn des Wettbewerbs und erläutert, dass sie nur wegen ihres gemeinsamen Ehemanns in Erinnerung bleiben, nicht ihrer selbst wegen. Als die anderen nicht zuhören wollen und ihr vorwerfen, sie habe keine Geschichte mit Heinrich zu erzählen, singt Parr schließlich davon, wie sie ihre große Liebe für Heinrich aufgeben musste, später jedoch unabhängig von Heinrich etwas erreichen konnte (I Don't Need Your Love). Die anderen Königinnen realisieren nun, dass sie sich für lange Zeit nur durch Heinrich definieren ließen, beenden den Wettbewerb und erklären, dass sie Heinrichs Liebe nicht brauchen, um als Individuen anerkannt zu werden (I Don't Need Your Love (Remix)). Die fünf verbliebenen Minuten der Show wollen sie dafür nutzen, ihre Geschichten neu zu schreiben. Sie singen nunmehr zusammen und schreiben ihr eigenes glückliches Ende (Six).
Seit Juli 2018 folgt den Auftritten zudem eine Zugabe, die nicht auf der Studioaufnahme enthalten ist. Der sog. Megasix ist ein Mashup aus allen Liedern (außer Haus of Holbein). Das Publikum wird hierbei von den Königinnen aufgefordert, diesen Teil des Auftritts zu filmen, ausgenommen sind die Vorstellungen in den USA nach der Premiere in Chicago aufgrund von gewissen Regelungen.

## Titelliste
- Ex-Wives – alle Königinnen
- Ex-Wives (Reprise/Playoff) – alle Königinnen †
- No Way – Catherine of Aragon mit Ensemble
- Anne Boleyn (Interlude) – alle Königinnen †
- Don't Lose Ur Head – Anne Boleyn mit Ensemble
- Wearing Yellow to a Funeral - Anne Boleyn †
- Heart of Stone – Jane Seymour mit Ensemble
- Haus of Holbein – alle Königinnen
- Haus of Holbein (Playoff) – alle Königinnen †
- Get Down – Anna of Cleves mit Ensemble
- All You Wanna Do – Katherine Howard mit Ensemble
- I Don't Need Your Love – Catherine Parr
- I Don't Need Your Love (Remix) – Catherine Parr mit Ensemble ††
- Six – alle Königinnen
- Megasix – alle Königinnen †

† Nicht auf der Studioaufnahme
†† Als Teil von I Don't Need Your Love auf der Studioaufnahme

## Produktionen

### Entstehungsgeschichte und Edinburgh Fringe
Toby Marlow hatte die Idee für das Musical während seines letzten Jahres an der University of Cambridge. Trotz gewisser Zweifel seiner Mitverfasserin Lucy Moss, schrieben sie einen Teil des Musicals noch während sie für ihre Abschlussprüfungen lernten. Ende 2016 war Marlow von der Cambridge University Arts Society ausgewählt worden, ein neues Musical für das Edinburgh Fringe Festival zu schreiben, das Konzept des Konzerts der sechs Ehefrauen fiel ihm später während einer Poesievorlesung ein. Marlow las das Buch „The Six Wives of Henry VIII“ von Antonia Fraser, Moss schaute die Dokumentarfilmserie „Six Wives“ von Lucy Worsley an. Die Weltpremiere von Six fand beim Edinburgh Fringe Festival 2017 statt.

### Professionelle Uraufführung und Tour durchs Vereinigte Königreich (2018)
Der Auftritt in Edinburgh sowie eine weitere Aufführung in Cambridge zog die Aufmerksamkeit der Produzenten Kenny Wax und Global Musicals auf sich. Sie organisierten die professionelle Uraufführung am 18. Dezember 2017. Ursprünglich waren vier Aufführungen geplant, diese wurden jedoch auf sechs Aufführungen im Arts Theatre in London erhöht. Am 13. September 2018 wurde eine Studioaufnahme mit der ursprünglichen Besetzung aus dem Arts Theatre herausgegeben.
Die erste Tour durchs Vereinigte Königreich startete Six am 11. Juli im Norwich Playhouse. Das Musical kehrte auch zum Edinburgh Fringe am 1. August 2018 zurück. Das Musical siedelte später ins Arts Theatre im West End über, die Eröffnung war am 30. August. Im Herbst wurde die Tour fortgesetzt, sie endete am 30. Dezember 2018 in Glasgow.

### West End (seit 2019)

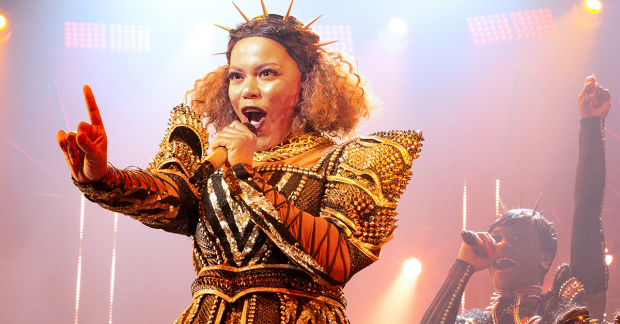
Jarneia Richard-Noel als Catherine of Aragon im West End, 2019

Das Musical kehrte am 17. Januar 2019 ins Arts Theatre zurück, mit einer ursprünglichen Laufzeit von 16 Wochen. Unter der Regie von Lucy Moss und Jamie Armitage, mit einer Choreografie von Carrie-Anne Ingrouille, Bühnen-Design von Emma Bailey und Music Supervision von Joe Beighton wurde die Spielzeit zunächst bis Januar 2021 verlängert. Aufgrund der COVID-19-Pandemie wurde der Spielbetrieb ab dem Frühjahr 2020 pausiert. Am 14. September 2020 wurde bekanntgegeben, dass Six als eins der ersten Musicals im West End wieder Aufführungen abhalten sollte. Das Musical wurde vom 5. Dezember 2020 für 10 Tage unter der Einhaltung der Abstandsregeln im Lyric Theatre in London aufgeführt, bevor es aufgrund eines erneuten Lockdowns schließen musste. Am 21. Mai 2021 eröffnete Six wieder unter den gleichen Bedingungen im Lyric Theatre. Seit dem 29. September 2021 finden die Aufführungen von Six im Vaudeville Theatre statt.
Nach drei Aufführungen im Hampton Court Palace am 19. und 20. Juni 2022 kehrte die West End Original-Besetzung für eine professionelle Aufnahme des Musicals zurück. Die Aufnahmen fanden am 29. und 30. Juni 2022 statt, zudem gab es eine öffentliche Aufführung am 1. Juli 2022. Die Aufnahmen sollen in der nahen Zukunft veröffentlicht werden.

### Zweite Tour durchs Vereinigte Königreich (seit 2019)
Am 5. September 2019 wurde eine zweite Tour durch das Vereinigte Königreich offiziell bekanntgegeben. Die Tour begann am 24. Oktober in Guildford. Die Tour sollte bis 25. Juli 2020 laufen. Da aufgrund der COVID-19-Pandemie die Theater schließen mussten, musste die Tour pausieren. Es wurde jedoch festgelegt, dass die Aufführungen von Six im West End und auf Tour unter den vorherigen Verträgen fortgesetzt werden sollen, sobald der Shutdown vorüber ist. Im Juni 2020 wurden kurzzeitig Drive-In-Aufführungen geplant, die jedoch ebenfalls aufgrund der Pandemie abgesagt werden mussten. Am 8. Juni 2021 begannen die neuen Aufführungen der UK-Tour in Canterbury. Zudem wurde bekanntgegeben, dass die Tour im September 2023 für zwei Wochen in Amsterdam Aufführungen abhalten würde.

### Norwegian Cruise Line (seit 2019)
Am 6. August 2019 gab Norwegian Cruise Line bekannt, dass sie Aufführungen von Six auf drei ihrer Schiffe zeigen würden. Die erste Produktion startete im September 2019 auf der Bliss, zwei Monate später folgte eine Produktion auf der Breakaway. Aufgrund der Corona-Pandemie wurden die Aufführungen pausiert. Seit September/Oktober 2021 finden wieder Aufführungen auf der Bliss und der Breakaway statt.

### Australien (2020–2025)
Die australische Version wurde von Louise Withers, Michael Coppel und Linda Bewick produziert. Im Januar 2020 fand die australische Premiere von Six im Sydney Opera House statt. Mitte 2020 soll das Musical ins Comedy Theatre in Melbourne, Ende 2020 ins Her Majesty’s Theatre in Adelaide als Teil des Adelaide Cabaret Festival übersiedeln. Aufgrund der Corona-Pandemie mussten die Aufführungen jedoch pausiert werden. Die Produktion eröffnete am 19. Dezember 2021 im Sydney Opera House wieder und lief dort bis zum 2. April 2022. Danach startete eine Tour durch Australien mit Stopps in Canberra, Adelaide, Melbourne, Perth, Sydney und Brisbane. Die Show wurde im Februar 2023 nach einer letzten Aufführung in Brisbane eingestellt. Eine zweite Tour wurde im November 2023 angekündigt, welche am 2. August 2024 in Melbourne ihre erste Vorstellung hatte. 

### Nordamerikanische Tour (2019)
Six feierte seine Premiere in Nordamerika im Mai 2019 im Chicago Shakespeare Theatre. Die Show wurde vom Londoner Team produziert, gemeinsam mit dem Broadway-Produzenten Kevin McCollum. Gegen Ende der Spielzeit in Chicago, nachdem Six den Kassenrekord des Theaters in Chicago gebrochen hatte, wurde bekanntgegeben, dass sie Show 2020 am Broadway spielen würde. Nach Ende der Spielzeit in Chicago zog Six nach Cambridge (Massachusetts), Edmonton (Kanada) und St. Paul (Minnesota).

### Broadway (seit 2020)
Six begann Preview-Performances am Broadway am 13. Februar 2020 im Brooks Atkinson Theatre. Am Tag der geplanten Premiere am Broadway, dem 12. März 2020, schlossen alle Broadway-Theater aufgrund der COVID-19-Pandemie. Six begann am 17. September 2021 wieder mit den Aufführungen, die offizielle Eröffnung fand am 3. Oktober statt. Regie führten wiederum Moss und Armitage, mit der Choreografie von Carrie-Anne Ingrouille, Bühnen-Design von Emma Bailey, Kostümen von Gabriella Slade, Ton von Paul Gatehouse, Beleuchtung von Tim Deiling und Orchestrierung von Tom Curran. Die ursprüngliche Besetzung war die gleiche wie bei der Nordamerika-Tour 2019. Am 6. Mai 2022 wurde eine Aufnahme der Premiere veröffentlicht.

### US-Touren (seit 2022)
Am 4. August 2019 wurde beim letzten Auftritt in Chicago bekanntgegeben, dass Six in die Stadt zurückkehren würde. Die Eröffnung fand am 29. März 2022 statt, nachdem sie aufgrund der COVID-19-Pandemie mehrfach verschoben werden musste. Das Musical lief bis zum 3. Juli 2022 in Chicago und tourt seitdem als Aragon-Tour durch die USA. Eine zweite US-Tour, genannt Boleyn-Tour wurde am 28. Februar 2022 angekündigt und eröffnete am 20. September 2022 in Las Vegas.

### Südkorea (2023)
Im Dezember 2022 wurde die erste fremdsprachige Produktion von Six angekündigt, die im Shinhan Card Artium in Seoul, Südkorea, ihre Spielstätte haben würde. Am 10. März 2023 eröffnete das Musical, zunächst trat die Besetzung der UK-Tour für drei Wochen auf. Ab dem 31. März 2023 übernahm eine koreanische Besetzung. Die Produktion lief dort bis zum 25. Juni 2023, zudem gab es am 1. und 2. Juli Aufführungen im Sejong Center for the Performing Arts in Sejong.

### Kanada (ab 2023)
Am 7. März 2023 wurde eine kanadische Produktion von Six bekanntgegeben. Das Musical soll zunächst ab dem 12. August 2023 im Citadel Theatre in Edmonton seine Spielstätte haben, bevor es zum 23. September ins Royal Alexandra Theatre nach Toronto übersiedelt. Dort soll das Musical vorerst bis Dezember 2023 laufen.

### Europa (2024–2025)
Am 12. März 2024 begann eine Tour von Six durch Deutschland (Berlin, Admiralspalast; München, Deutsches Theater), die Schweiz (Zürich, Theater 11) und Italien (Triest, Politeama Rossetti), die bis zum 28. April 2024 dauerte. Vom 24. April bis 11. Mai 2025 war die Show außerdem in Spanien (Barcelona, Teatre Coliseum).

## Darstellerinnen

### Original-Besetzungen
| Rolle               | Edinburgh-Premiere (2017) | Studioaufnahme (2018) | UK Tour (2018) & West End (2019) | Nordamerika-Tour (2019) & Broadway (2020) | Australien-Tour (2020) | Südkorea (2023)               |
| ------------------- | ------------------------- | --------------------- | -------------------------------- | ----------------------------------------- | ---------------------- | ----------------------------- |
| Catherine of Aragon | Megan Gilbert             | Renée Lamb            | Jarneia Richard-Noel             | Adrianna Hicks                            | Chloé Zuel             | Lee Arumsoul / Son Seung-yeon |
| Anne Boleyn         | Ashleigh Weir             | Christina Modestou    | Millie O’Connell                 | Andrea Macasaet                           | Kala Gare              | Kim Ji-woo / Bae Soo-jung     |
| Jane Seymour        | Holly Musgrave            | Natalie May Paris     | Natalie May Paris                | Abby Mueller                              | Loren Hunter           | Park Hye-na / Park Ga-ram     |
| Anna of Cleves      | Tilda Wickham             | Genesis Lynea         | Alexia McIntosh                  | Brittney Mack                             | Kiana Daniele          | Kim Ji-sun / Choi Jyun-su     |
| Katherine Howard    | Annabel Marlow            | Aimie Atkinson        | Aimie Atkinson                   | Samantha Pauly                            | Courtney Monsma        | Kim Ryeo-won / Heo Sol-ji     |
| Catherine Parr      | Shimali de Silva          | Izuka Hoyle           | Maiya Quansah-Breed              | Anna Uzele                                | Vidya Makan            | Yoo Joo-hye / Hong Ji-hee     |

### Derzeitige Besetzungen
| Rolle               | West End                 | UK Tour             | Broadway             | Aragon-Tour       | Boleyn-Tour      |
| ------------------- | ------------------------ | ------------------- | -------------------- | ----------------- | ---------------- |
| Catherine of Aragon | Rhianne-Louise McCaulsky | Nicole Louise Lewis | Hailee Kaleem Wright | Khaila Wilcoxon   | Gerianne Pérez   |
| Anne Boleyn         | Baylie Carson            | Laura Dawn Pyatt    | Leandra Ellis-Gaston | Storm Lever       | Zan Berube       |
| Jane Seymour        | Claudia Kariuki          | Erin Caldwell       | Bella Coppola        | Natalie May Paris | Amina Faye       |
| Anna of Cleves      | Dionne Ward-Anderson     | Kenedy Small        | Nasia Thomas         | Olivia Donalson   | Terica Marie     |
| Katherine Howard    | Koko Basigara            | Lou Henry           | Zoe Jensen           | Courtney Mack     | Aline Mayagoitia |
| Catherine Parr      | Roxanne Couch            | Aoife Haakenson     | Taylor Iman Jones    | Gabriela Carrillo | Sydney Parra     |

## Rezeption
In einem Bericht über die West End Produktion schrieb Dominic Cavendish bei The Telegraph, die Show sei „gloriously – persuasively – coherent, confident and inventive“. Lyn Gardner von The Guardian schrieb, „It may be cloaked in silliness, but Six makes some serious points about female victimhood and survival.“
In einer Rezension über die Produktion in Chicago lobte Chris Jones von The Chicago Tribune die Show als „dynamic“, mit „sense of humor and spirited radicalism.“ Marlow und Moss seien „gifted comic writers,“ sagte er und lobte die „musical force of the intensely committed and talented actresses“ der Darstellerinnen. Jones empfiehlt, dass die Show 10 weitere Minuten vertragen könnte, die sich auf die Emotionen der Charaktere konzentrieren sollten. Seiner Meinung nach könnte die Orchestrierung zudem reichhaltiger sein. Jones glaubt, dass Six das Publikum wohl vor allem deshalb anzieht, weil es historisches Geschehen mit Schwung erzählt, noch dazu die Geschichten von Frauen, die unweigerlich mit dem Leben eines Manns verbunden sind. Hedy Weiss von WTTW preist das Musical als „sensational“ und greift alle Darstellerinnen einzeln heraus. Weiss lobt zudem Regie, Kostüme und Beleuchtung. Rachel Weinberg von Broadway World schrieb über das Musical: „Six carries out [a] joyful and anachronistic takedown of the patriarchy“, lobte die Besetzung und die Musik. Jesse Green von der The New York Times erklärte, dass das Musical „pure entertainment“ sei.

## Auszeichnungen

### West End Produktion
| Jahr | Auszeichnung            | Kategorie                                      | Nominierte(r)                                                                                                  | Ergebnis  |
| ---- | ----------------------- | ---------------------------------------------- | --- | --------- |
| 2019 | WhatsOnStage Awards     | Best New Musical                               | Best New Musical                                                                                               | Nominiert |
| 2019 | WhatsOnStage Awards     | Best Original Cast Recording                   | Best Original Cast Recording                                                                                   | Nominiert |
| 2019 | WhatsOnStage Awards     | Best Lighting Design                           | Tim Deiling | Nominiert |
| 2019 | WhatsOnStage Awards     | Best Costume Design                            | Gabriella Slade                                                                                                | Nominiert |
| 2019 | WhatsOnStage Awards     | Best Choreography                              | Carrie-Anne Ingrouille                                                                                         | Nominiert |
| 2019 | WhatsOnStage Awards     | Best Off-West End Production                   | Best Off-West End Production                                                                                   | Gewonnen  |
| 2019 | Laurence Olivier Awards | Best Musical                                   | Best Musical                                                                                                   | Nominiert |
| 2019 | Laurence Olivier Awards | Outstanding Achievement in Music               | Joe Beighton, Tom Curran, Toby Marlow und Lucy Moss für Orchestrierung, Vertonung und Vokalarrangement         | Nominiert |
| 2019 | Laurence Olivier Awards | Best Actress in a Supporting Role in a Musical | Aimie Atkinson, Alexia McIntosh, Millie O’Connell, Natalie Paris, Maiya Quansah-Breed und Jarneia Richard-Noel | Nominiert |
| 2019 | Laurence Olivier Awards | Best Costume Design                            | Gabriella Slade                                                                                                | Nominiert |
| 2019 | Laurence Olivier Awards | Best Theatre Choreographer                     | Carrie-Anne Ingrouille                                                                                         | Nominiert |

### Chicago
| Jahr | Auszeichnung                   | Kategorie                                              | Nominierte(r)                                          | Ergebnis  |
| ---- | ------------------------------ | ------------------------------------------------------ | ------------------------------------------------------ | --------- |
| 2019 | Joseph Jefferson Equity Awards | Outstanding Production–Musical (Large)                 | Outstanding Production–Musical (Large)                 | Gewonnen  |
| 2019 | Joseph Jefferson Equity Awards | Outstanding Ensemble Performance in a Musical or Revue | Outstanding Ensemble Performance in a Musical or Revue | Gewonnen  |
| 2019 | Joseph Jefferson Equity Awards | Outstanding Director–Musical (Large)                   | Lucy Moss und Jamie Armitage                           | Nominiert |
| 2019 | Joseph Jefferson Equity Awards | Outstanding Lighting Design (Large)                    | Tim Deiling                                            | Nominiert |
| 2019 | Joseph Jefferson Equity Awards | Outstanding Music Direction                            | Roberta Duchak und Joe Beighton                        | Gewonnen  |

### Broadway
| Jahr | Auszeichnung               | Kategorie                                   | Nominierte(r)                                                                                | Ergebnis  |
| ---- | -------------------------- | ------------------------------------------- | -------------------------------------------------------------------------------------------- | --------- |
| 2020 | Drama League Awards        | Outstanding Production of a Musical         | Outstanding Production of a Musical                                                          | Nominiert |
| 2020 | Drama League Awards        | Distinguished Performance Award             | Brittney Mack                                                                                | Nominiert |
| 2022 | Tony Awards                | Best Musical                                | Best Musical                                                                                 | Nominiert |
| 2022 | Tony Awards                | Best Original Score                         | Toby Marlow und Lucy Moss                                                                    | Gewonnen  |
| 2022 | Tony Awards                | Best Direction of a Musical                 | Lucy Moss und Jamie Armitage                                                                 | Nominiert |
| 2022 | Tony Awards                | Best Costume Design in a Musical            | Gabriella Slade                                                                              | Gewonnen  |
| 2022 | Tony Awards                | Best Lighting Design in a Musical           | Tim Deiling                                                                                  | Nominiert |
| 2022 | Tony Awards                | Best Sound Design of a Musical              | Paul Gatehouse                                                                               | Nominiert |
| 2022 | Tony Awards                | Best Choreography                           | Carrie-Anne Ingrouille                                                                       | Nominiert |
| 2022 | Tony Awards                | Best Orchestrations                         | Tom Curran                                                                                   | Nominiert |
| 2022 | Drama Desk Award           | Outstanding Musical                         | Outstanding Musical                                                                          | Nominiert |
| 2022 | Drama Desk Award           | Ensemble Award                              | Adrianna Hicks, Andrea Macasaet, Brittney Mack, Abby Mueller, Samantha Pauly, und Anna Uzele | Gewonnen  |
| 2022 | Drama Desk Award           | Outstanding Costume Design of a Musical     | Gabriella Slade                                                                              | Gewonnen  |
| 2022 | Drama Desk Award           | Outstanding Scenic Design of a Musical      | Emma Bailey                                                                                  | Nominiert |
| 2022 | Drama Desk Award           | Outstanding Sound Design in a Musical       | Paul Gatehouse                                                                               | Nominiert |
| 2022 | Drama Desk Award           | Outstanding Director of a Musical           | Lucy Moss und Jamie Armitage                                                                 | Nominiert |
| 2022 | Drama Desk Award           | Outstanding Choreography                    | Carrie-Anne Ingrouille                                                                       | Nominiert |
| 2022 | Drama Desk Award           | Outstanding Orchestrations                  | Tom Curran                                                                                   | Nominiert |
| 2022 | Drama Desk Award           | Outstanding Music                           | Toby Marlow und Lucy Moss                                                                    | Gewonnen  |
| 2022 | Drama Desk Award           | Outstanding Lyrics                          | Toby Marlow und Lucy Moss                                                                    | Gewonnen  |
| 2022 | Drama Desk Award           | Outstanding Book of a Musical               | Toby Marlow und Lucy Moss                                                                    | Nominiert |
| 2022 | Outer Critics Circle Award | Outstanding New Broadway Musical            | Outstanding New Broadway Musical                                                             | Gewonnen  |
| 2022 | Outer Critics Circle Award | Outstanding Score                           | Toby Marlow und Lucy Moss                                                                    | Gewonnen  |
| 2022 | Outer Critics Circle Award | Outstanding Costume Design                  | Gabriella Slade                                                                              | Gewonnen  |
| 2023 | Grammy Awards              | Grammy Award for Best Musical Theater Album | Six: Live on Opening Night                                                                   | Nominiert |

## Trivia
- Die Band des Musicals sind die sog. Ladies-in-Waiting (Hofdamen). Jede von ihnen hat, unabhängig von der Produktion, einen vom Instrument abhängigen Rollennamen, der von Hofdamen inspiriert ist, die den Königinnen tatsächlich gedient haben:
  - Gitarre: Maggie (Margaret Lee)
  - Bass: Bessie (Elizabeth „Bessie“ Blount)
  - Keyboard: Joan (Jane Meutas, auch genannt Joan)
  - Schlagzeug: Maria (María de Salinas)
- Obwohl im englischsprachigen Raum Anna von Kleve üblicherweise als Anne of Cleves bekannt ist, wird im Musical die deutsche Version Anna genutzt.
- Aufgrund von krankheitsbedingten Ausfällen sprang Toby Marlow bei zwei Aufführungen im West End am 28. Juli 2019 als Catherine Parr ein.
- In der Musik von Ex-Wives wird unter anderem die Melodie von Greensleeves verwendet. Einer Legende nach sei das Lied von Heinrich VIII. für Anne Boleyn geschrieben worden.
- In einem Interview erklärten Toby Marlow und Lucy Moss, dass jede der Königinnen in ihrem Stil und ihrem Solo-Lied von bekannten Künstlerinnen der Gegenwart beeinflusst wurden.[34] Diese sog. „Queenspiration“ sind:
  - Catherine of Aragon: Beyoncé, Shakira
  - Anne Boleyn: Avril Lavigne, Lily Allen
  - Jane Seymour: Adele, Sia
  - Anna of Cleves: Nicki Minaj, Rihanna
  - Katherine Howard: Ariana Grande, Britney Spears
  - Catherine Parr: Alicia Keys, Emeli Sandé